# Mieke Bal
Mieke Bal (Heemstede,14 maart 1946) is een Nederlandse literatuurwetenschapper, cultuurcriticus en videokunstenaar. Als literatuurwetenschapper ontwikkelde zij een focalisatietheorie. In 2011 ontving Mieke Bal de Lifetime Achievement Award van de College Art Association.

## Levensloop
Na de lagere school in Heemstede en het gymnasium in Eindhoven studeerde zij Frans met specialisatie moderne literatuur aan de Universiteit van Amsterdam, waar zij in 1969 afstudeerde. In 1977 promoveerde Bal op Franse en vergelijkende literatuurwetenschap aan de Universiteit van Utrecht.
Van 1979-1987 werkte Bal als universitair hoofddocent literatuurwetenschap aan de Universiteit Utrecht, vanaf 1987-1991 als bijzonder hoogleraar semiotiek en vrouwenwetenschappen. Van 1987-91 was zij werkzaam aan het Institute for Foreign Languages van de University of Rochester (New York (staat)), waar zij van 1991 tot 1996 werkte als adjunct visiting professor voor visuele en culturele studies. Van 1991-2011 werkte zij voornamelijk als hoogleraar in de literatuurtheorie aan de Universiteit van Amsterdam en richtte daar in 1993 het Amsterdams Instituut voor Cultuurwetenschap op (Amsterdam School for Cultural Analysis ofwel ASCA), waarvan zij tot 1998 directeur was.
In 2005 is Bal door de Koninklijke Nederlandse Akademie van Wetenschappen geïnstalleerd als Akademiehoogleraar. Zij is de eerste vrouw, de eerste geesteswetenschapper én de eerste UvA-hoogleraar die Akademiehoogleraar wordt. De internationale beoordelingscommissie van de Akademie stelt: ‘Bal wordt in het veld van de cultural analysis internationaal in brede kring gerespecteerd en bewonderd.’ De benoeming houdt in dat Bal zich geheel kan wijden aan innovatief onderzoek en de begeleiding van jonge onderzoekers.
Mieke Bal ging in 2011 met emeritaat. Zij schrijft en reist, begeleidt promovendi en maakt films en video-installaties.

## Bekendheid
Mieke Bal verwierf in de jaren zeventig academisch aanzien met haar Franstalige proefschrift, waarin zij een focalisatietheorie introduceert. Zij beschreef een manier om literatuur op narratologische wijze te analyseren, dat wil zeggen op basis van de manier waarop een verhaal verteld wordt. Ze deed dit door zich af te zetten tegen Figures III, een boek van de narratoloog Gerard Genette. Zelf noemt ze focalisatie, "een narratologische notie die de stem en de blik van de verteller van elkaar loskoppelt."
Mieke Bal schreef een bekende trilogie over de Bijbel vanuit feministisch perspectief en het studieboek De theorie van vertellen en verhalen: inleiding in de narratologie.

## Kritiek
Bals ideeën en methoden zijn niet onomstreden. Volgens critici begaat ze fundamentele denkfouten, waardoor de conclusies die ze trekt willekeurig en onwetenschappelijk zijn. Zo vindt René Marres, literatuurwetenschapper en voormalig docent filosofie, het bezwaarlijk dat ze in haar kritiek op de roman Het land van Herkomst van E. du Perron de homofobe meningen van de personages gelijkstelt met die van de auteur. Gerrit Komrij achtte dit soort literatuurbeschouwing "geen correctie op de dominante heteroseksuele kritiek", maar "een benarde groepskijk met zendelingsallure".
Ger Groot, schrijver en docent filosofie aan de Erasmus Universiteit Rotterdam, verwijt haar de wijsbegeerte te gebruiken als een "grabbelton van termen en ideetjes" en geen duidelijk onderscheid te maken tussen theorie en ideologie. Over Bals pleidooi voor het gebruik van metaforen in het wetenschappelijk onderzoek schreef hij: "Metaforen kunnen ons helpen nieuwe overeenkomsten tussen geheel verschillende gebieden te ontdekken, constateert ze terecht. Maar ze vergeet erbij te zeggen dat die ontdekking ook systematisch getoetst moet worden, voordat ze als feit kan gelden". Volgens Groot is ze er niet op uit om haar (voor)oordelen te toetsen maar om ze bevestigd te zien.